# Cuetes del melgó
La cuetes del melgó (Cupido alcetas), o simplement cuetes, és una espècie de lepidòpter papilionoïdeu de la família dels licènids (Lycaenidae) present als Països Catalans.

## Distribució
Es distribueix de manera irregular pel sud d'Europa, Turquia, sud de Sibèria, Urals i Massís de l'Altai. A Espanya i Catalunya, és present al nord de la Franja de Ponent, tot i que en poblacions aïllades.

## Morfologia
L'imago és molt petit, amb el revers platejat amb punts negres; a cada ala posterior hi tenen una cua i dos punts taronja poc destacats (fins i tot inexistents en alguns casos). Dimorfisme sexual accentuat: les femelles són més grosses i tenen l'anvers marró fosc o negre, mentre que els mascles el tenen blau cel amb marges negres. Fímbries blanques. Molt semblant a Cupido argiades, però més petita, amb punts taronges del revers més discrets o inexistents i cues més petites respecte al cos.
L'eruga té un aspecte poc conegut i típic de licènid: Rabassuda i recoberta d'una fina pilositat curta. Existeix una forma verd clara amb una franja dorsal més fosca.

## Ecologia
Habita en clarianes de boscos caducifolis oberts, de vegades fortament associat a rius o fonts. L'eruga s'alimenta de Galega officinalis i Coronilla varia. A Espanya també es pot alimentar de Medicago lupulina. Les seves poblacions realitzen dues o tres generacions l'any: maig/juny, juliol/agost i en cas d'haver-hi una tercera, finals de setembre. La femella pon els ous en fulles o flors. Les larves s'alimenten de les fulles i les flors i són ateses per formigues, es creu que principalment de l'espècie Formica cinerea.